# Đổng Quý Sơn
Đổng Quý Sơn (tiếng Trung: 董贵山; sinh tháng 7 năm 1946) là một trung tướng Quân đội Giải phóng Nhân dân của Cộng hòa Nhân dân Trung Hoa, từng là tư lệnh Quân khu Tây Tạng từ năm 2004 đến năm 2008.